# Reinheim (Hesse)
Pour les articles homonymes, voir Reinheim.
Reinheim est une ville d'Allemagne située en Hesse dans l'arrondissement de Darmstadt-Dieburg.

## Jumelages
- Cestas (France)
- Fürstenwald (Allemagne)
- Licata (Italie)
- Sanok (Pologne)